# John Ray Dunning
John Ray Dunning (24 de setembro de 1907 – 25 de agosto de 1975) foi um físico estadunidense, que foi fundamental no Projeto Manhattan que desenvolveu as primeiras bombas atômicas. Foi especialista em física do nêutron, tendo realizado trabalho pioneiro em difusão gasosa para separação isotópica. Foi decano da Fu Foundation School of Engineering and Applied Science da Universidade Columbia de 1950 a 1969.

## Publicações selecionadas
- John R. Dunning The Emission and Scattering of Neutrons, Phys. Rev. Volume 45, Issue 9, 586–600 (1934). Institutional citation: Department of Physics, Columbia University. Received 5 March 1934.
- H. L. Anderson, E. T. Booth, J. R. Dunning, E. Fermi, G. N. Glasoe, and F. G. Slack The Fission of Uranium, Phys. Rev. Volume 55, Number 5,  511–512 (1939). Institutional citation: Pupin Physics Laboratories, Columbia University, New York, New York. Received 16 February 1939.
- E. T. Booth, J. R. Dunning, and F. G. Slack Delayed Neutron Emission from Uranium, Phys. Rev.  Volume 55, Number 9,  876–876 (1939). Institutional citation: Department of Physics, Columbia University, New York, New York. Received 17 April 1939.
- E. T. Booth, J. R. Dunning, and F. G. Slack Energy Distribution of Uranium Fission Fragments, Phys. Rev. Volume 55, Number 10, 981–981 (1939). Institutional citation: Pupin Physics Laboratories, Columbia University, New York, New York. Received 1 May 1939.
- E. T. Booth, J. R. Dunning, and G. N. Glasoe Range Distribution of the Uranium Fission Fragments, Phys. Rev. Volume 55, Issue 10, 982–982 (1939). Institutional citation: Pupin Physics Laboratories, Columbia University, New York, New York. Received 1 May 1939.
- A. O. Nier, E. T. Booth, J. R. Dunning, and A. V. Grosse Nuclear fission of separated uranium isotopes, Phys. Rev. Volume 57, Issue 6, 546–546 (1940). Received 3 March 1940. Booth, Dunning, and Grosse were identified as being at Columbia University, New York, New York. Nier was identified as being at the University of Minnesota, Minneapolis, Minnesota.
- A. O. Nier, E. T. Booth, J. R. Dunning, and A. V. Grosse Further experiments on fission of separated uranium isotopes, Phys. Rev. Volume 57, Issue 8, 748–748 (1940). Received 13 April 1940. Booth, Dunning, and Grosse were identified as being at Columbia University, New York, New York. Nier was identified as being at the University of Minnesota, Minneapolis, Minnesota.
- E. T. Booth, J. R. Dunning, A. V. Grosse, and A. O. Nier Neutron Capture by Uranium (238), Phys. Rev. Volume 58, Issue 5, 475–476 (1940). Received 13 August 1940. Booth, Dunning, and Grosse were identified as being at Columbia University, New York, New York. Nier was identified as being at the University of Minnesota, Minneapolis, Minnesota.
- A. V. Grosse, E. T. Booth, and J. R. Dunning The Fourth (4n+1) Radioactive Series, Phys. Rev. Volume 59, Issue 3, 322–323 (1941). Institutional citation: Pupin Physics Laboratories, Columbia University, New York, New York. Received 11 January 1941.